# 迪瑟河
51°48′59″N 9°48′28″E / 51.81652123157221°N 9.807701110839844°E

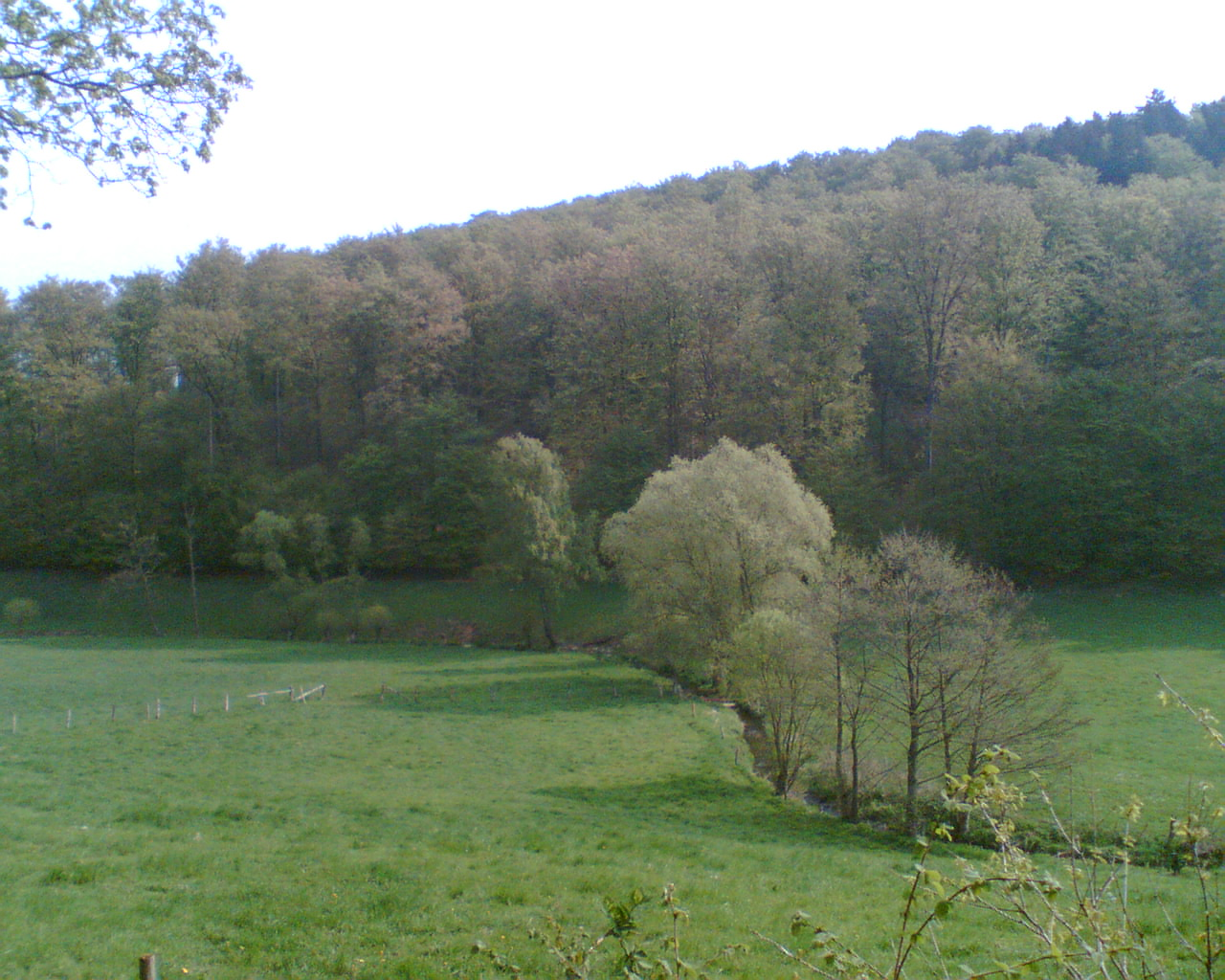

迪瑟河（德語：Dieße），是德國的河流，位於該國西北部，由下薩克森州負責管轄，屬於伊爾默河的右支流，河道全長18公里，流域面積58平方公里。